# Луїс Гарсія (футболіст, 1981)
Луїс Гарсія Фернандес (ісп. Luis García Fernández, нар. 6 лютого 1981, Ов'єдо) — іспанський футболіст, що грав на позиції нападника, зокрема за «Еспаньйол», а також національну збірну Іспанії.

## Клубна кар'єра
Народився 6 лютого 1981 року в Ов'єдо. Вихованець юнацьких команд місцевого «Реал Ов'єдо», а 1996 року перейшов до структури «Реал Мадрид».
У дорослому футболі дебютував 2000 року виступами за третю команду клубу «Реал Мадрид C». За рік дебютував в іграх другої команди «Реал Мадрид Кастілья», в якій грав до 2003 року, коли перейшов до «Реал Мурсія», у складі якого дебютував у найвищому іспанському дивізіоні. За рік на тому ж рівні грав вже за «Мальорку».
Влітку 2005 року три мільйони за трансфер нападника сплатив «Еспаньйол». У першому ж сезоні у новій команді Гарсія допоміг їй здобути Кубок Іспанії. Загалом відіграв за барселонський клуб шість сезонів своєї ігрової кар'єри, був основним гравцем атакувальної ланки команди, хоча в останні роки у її складі високою результативністю не відзначався.
2011 року за один мільйон євро перейшов до клубу «Реал Сарагоса». За рік був відданий у річну оренду до мексиканського «УАНЛ Тигрес», після чого ще один сезон відіграв за «Реал Сарагоса».
Завершував ігрову кар'єру виступами за «Ейпен» протягом 2014—2019 років.

## Виступи за збірну
2007 року дебютував в офіційних матчах у складі національної збірної Іспанії.
Загалом протягом двох років провів у формі національної команди 7 матчів.

## Титули і досягнення
- Володар Кубка Іспанії (1):

«Еспаньйол»: 2005-2006